# Babin Kuk
Babin Kuk är en bergstopp i Kroatien. Den ligger i länet Dubrovnik-Neretvas län, i den sydöstra delen av landet, 400 km söder om huvudstaden Zagreb. Toppen på Babin Kuk är 41 meter över havet.
Terrängen runt Babin Kuk är kuperad åt nordost, men söderut är den platt. Havet är nära Babin Kuk åt sydväst. Runt Babin Kuk är det ganska tätbefolkat, med 222 invånare per kvadratkilometer. Närmaste större samhälle är Dubrovnik, 2,5 km sydost om Babin Kuk. Trakten runt Babin Kuk består i huvudsak av gräsmarker.